# Сілламяе
Сі́лламяе (ест. Sillamäe) — місто в Естонії, один з основних промислових центрів в повіті Іда-Вірумаа.

## Географічне розташування
Сілламяе розташоване в північно-східній Естонії, в повіті Іда-Вірумаа, на березі Фінської затоки, в місці впадання в нього річки Ситке, неподалік від естонсько-російського кордону. Відстань від Сілламяе до Таллінна — 186 км, до Нарви — 25 км, до Санкт-Петербурга — 170 км. Через місто проходить шосе Таллінн — Нарва — Санкт-Петербург.

## Клімат
| Кліматограма Сілламяе | Кліматограма Сілламяе | Кліматограма Сілламяе | Кліматограма Сілламяе | Кліматограма Сілламяе | Кліматограма Сілламяе | Кліматограма Сілламяе | Кліматограма Сілламяе | Кліматограма Сілламяе | Кліматограма Сілламяе | Кліматограма Сілламяе | Кліматограма Сілламяе |
| --- | --------------------- | --------------------- | --------------------- | --------------------- | --------------------- | --------------------- | --------------------- | --------------------- | --------------------- | --------------------- | --------------------- |
| С | Л                     | Б                     | К                     | Т                     | Ч                     | Л                     | С                     | В                     | Ж                     | Л                     | Г                     |
| 63 −3 −6 | 49 −3 −7              | 44 1 −4               | 41 8 1                | 52 14 7               | 76 18 11              | 67 22 15              | 95 20 15              | 88 15 11              | 99 8 5                | 87 4 1                | 75 0 −3               |
| Середня макс. і мін. температури повітря (°C) Атмосферні опади (мм), за рік : 836 мм. Джерело: «Climate-Data.org» (англ.) |                       |                       |                       |                       |                       |                       |                       |                       |                       |                       |                       |

## Історія
Перша згадка про Сілламяе, як поселення, де була розташована корчма Тор Брюгген, відноситься до 1502 року. 
У 1700 році в Сілламяе були побудовані млин та гарний міст через річку. 
Деякий час землі теперішнього міста входили до складу маєтку Вайвара, з якого пізніше виокремили Сілламягі. Повністю окремим господарством воно стало у 1849 році. 
З кінця XIX століття Сілламягі та сусіднє Турсамяе стали курортними селищами, популярними у петербурзької інтелігенції. 
У 1869 році тут відпочивав російський композитор Петро Чайковський, а в 1891 році сюди приїхав відпочивати Іван Павлов і їздив сюди відпочивати щоліта протягом 25 років. 

## Економіка
Промисловість також відігравала значяну роль у курортному містечку Сілламяе. 
У 1928 році в Сілламяе побудувал Естонський масляний консорціум, за допомогою шведського капіталу завод з переробки сланцю, електростанцію та невеликий порт.

## Світлини

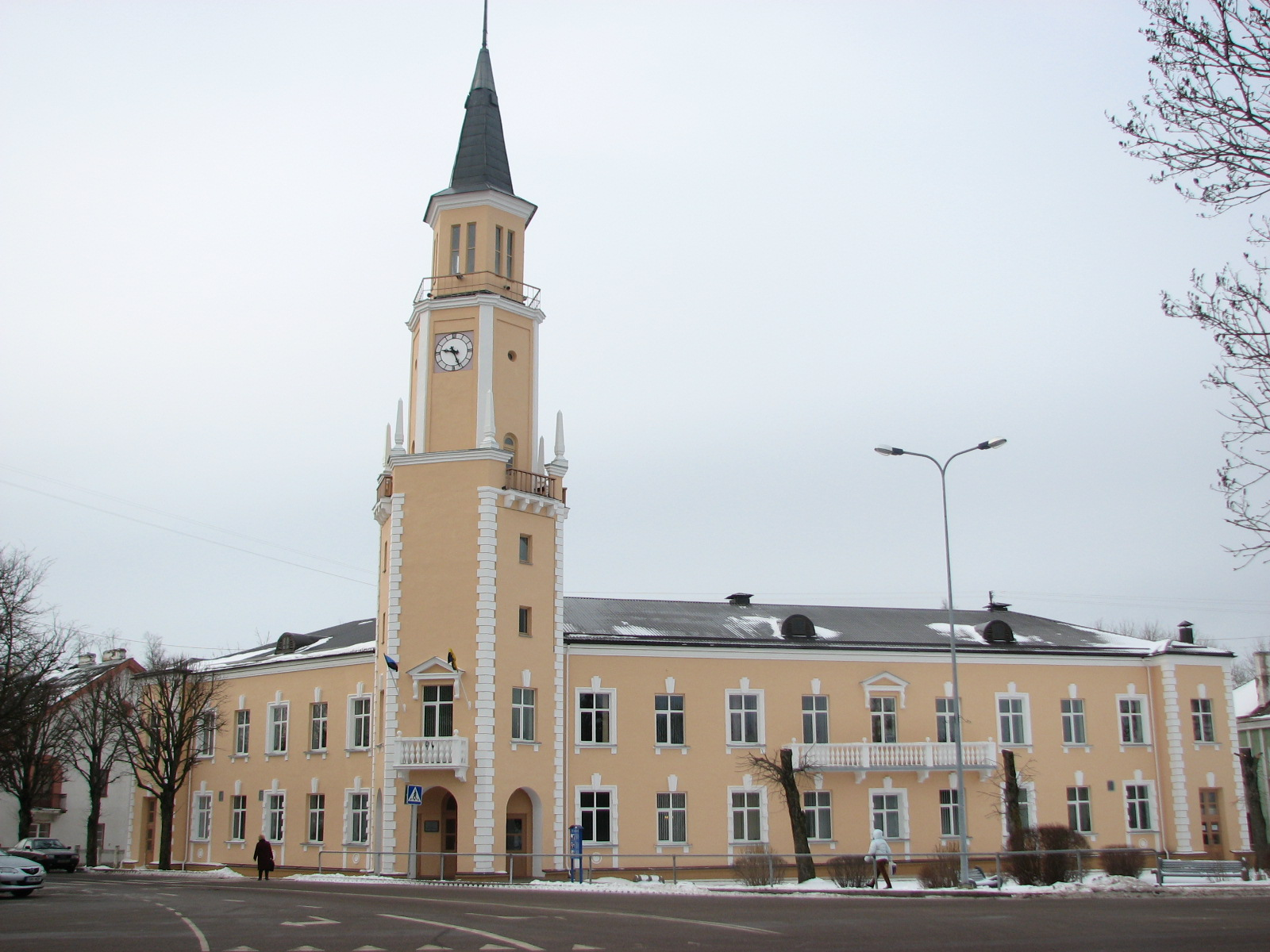
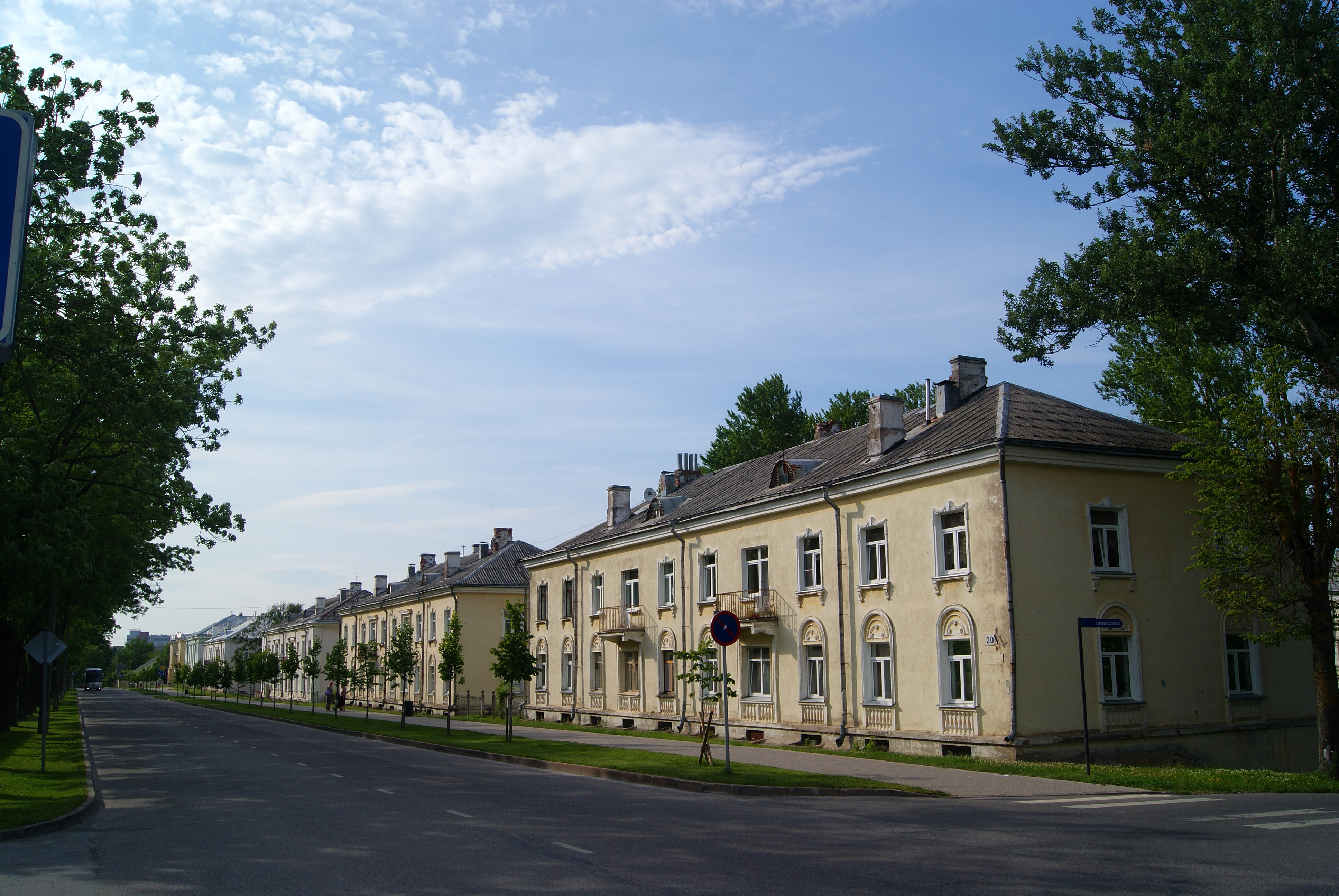
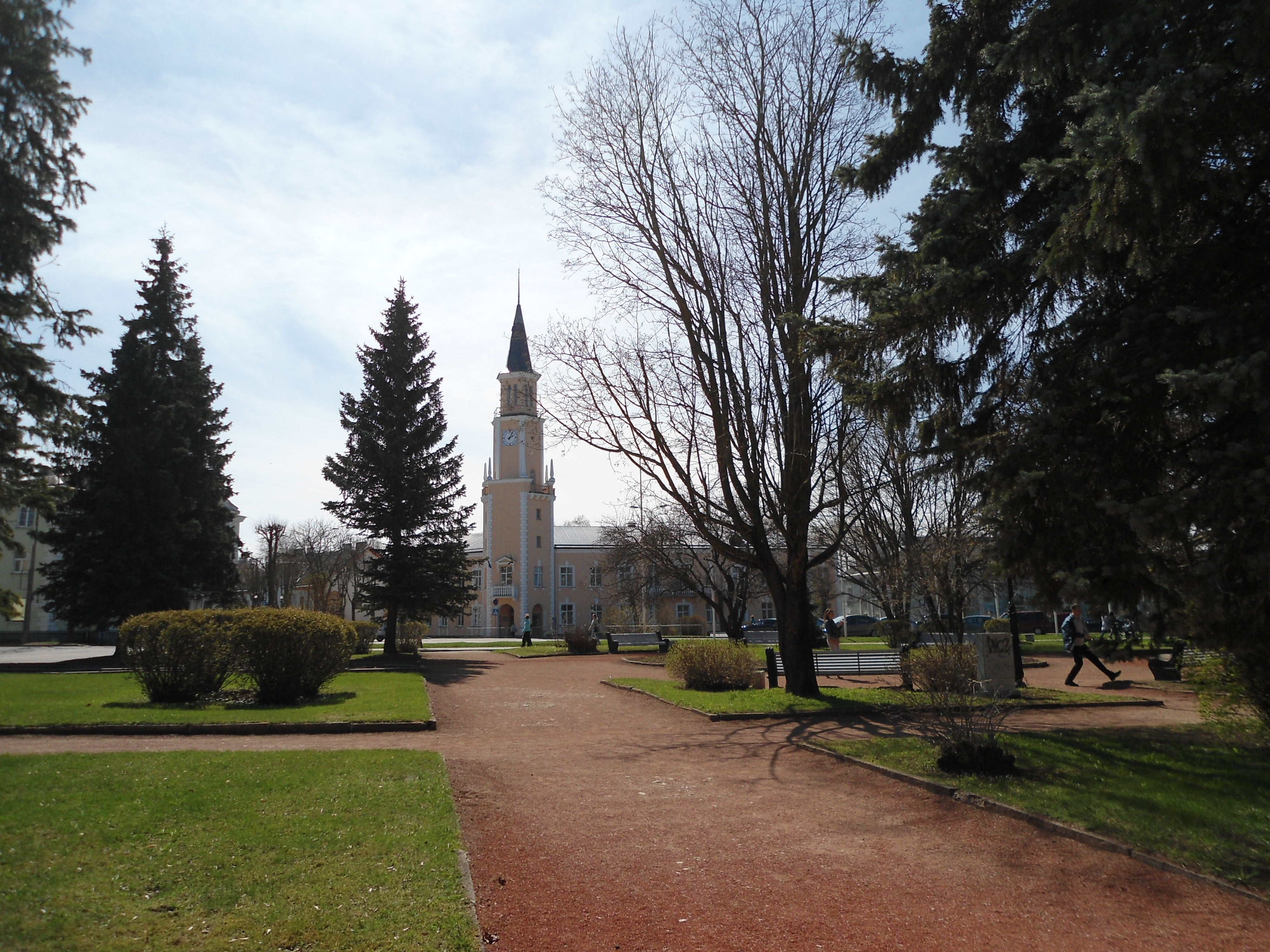
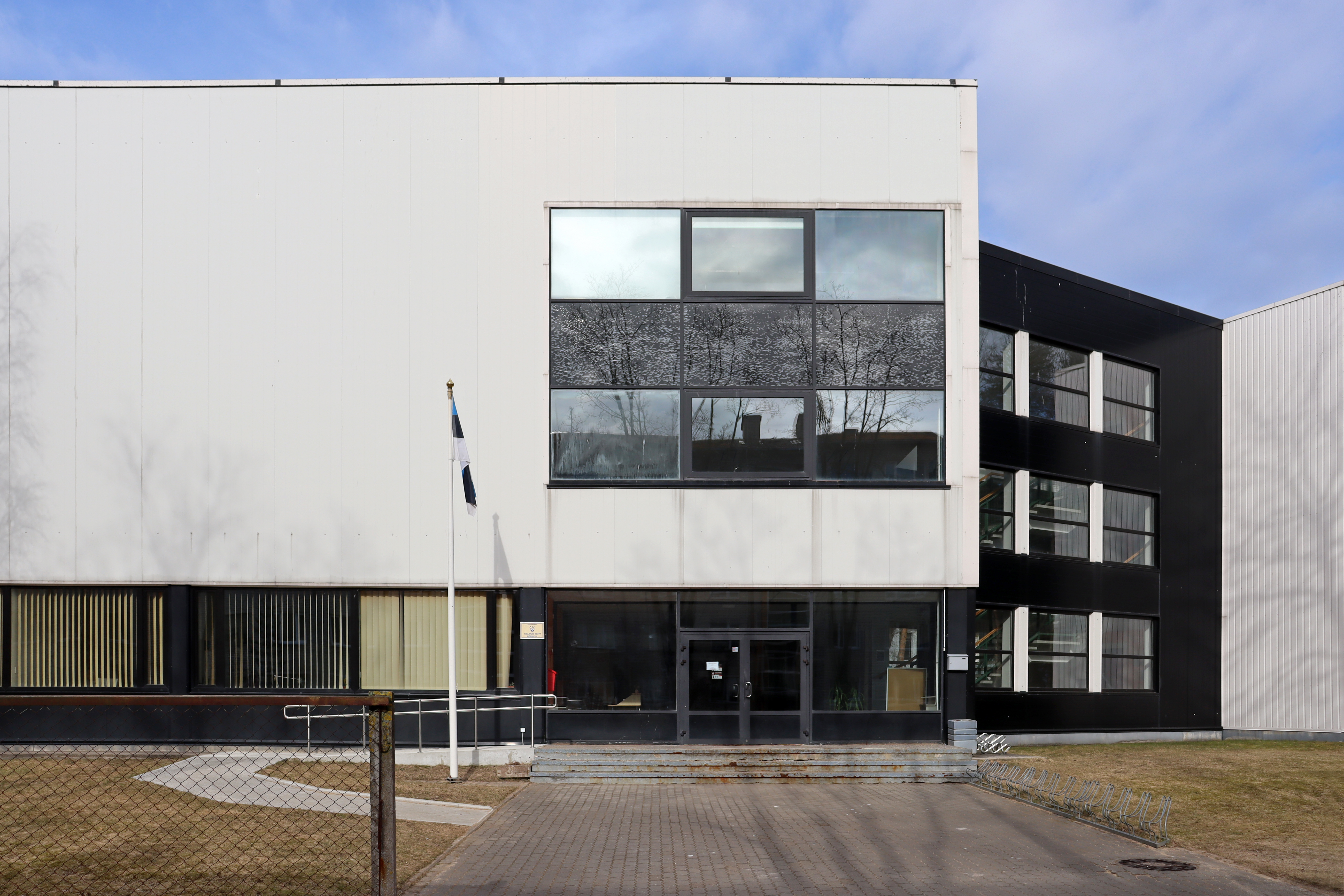
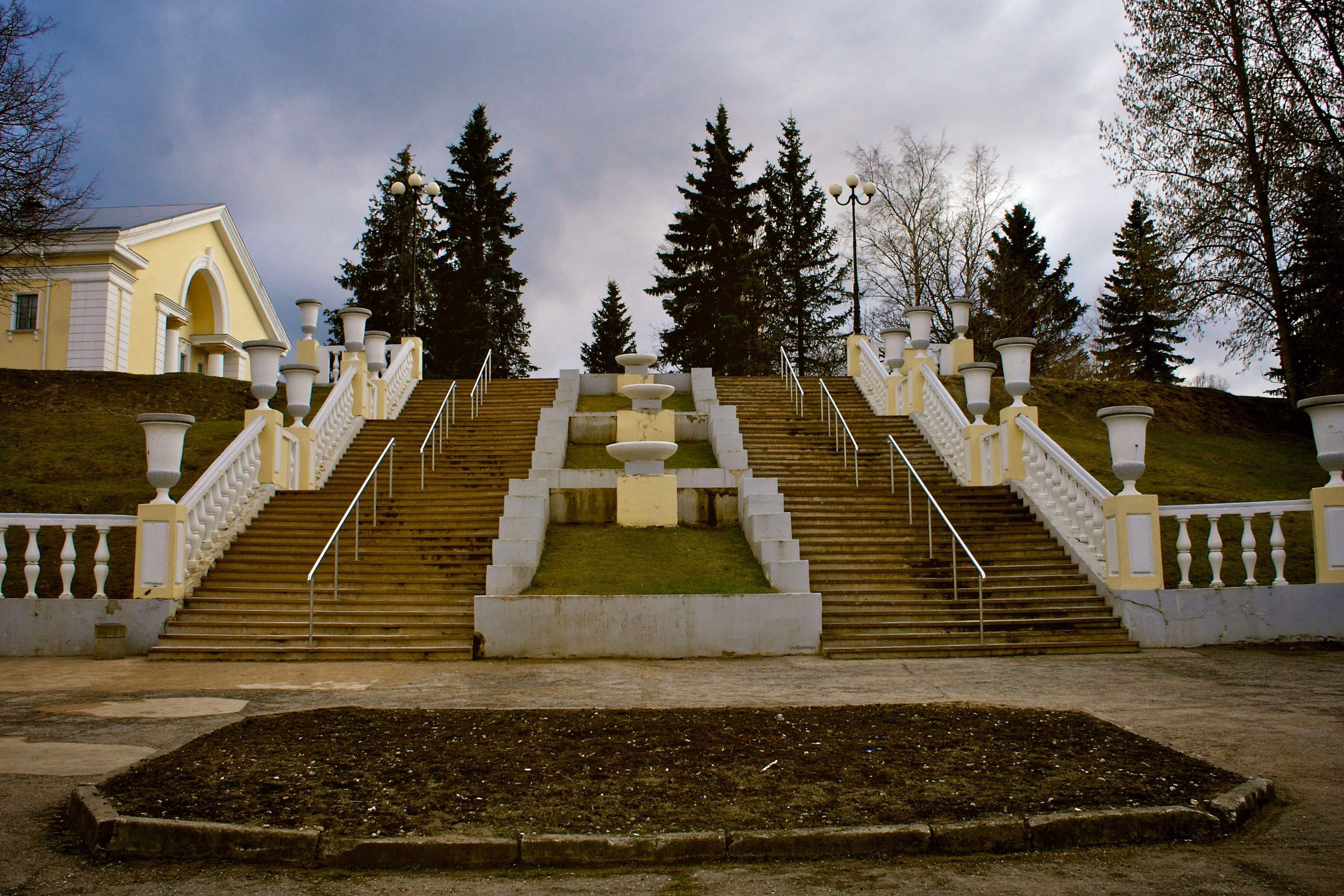

## Населення
| 1959  | 1970     | 1979     | 1989     | 2000     | 2010     | 2012     | 2014     | 2015     | 2020     | 2021     |
| ----- | -------- | -------- | -------- | -------- | -------- | -------- | -------- | -------- | -------- | -------- |
| 8 374 | ▲ 13 559 | ▲ 16 157 | ▲ 20 561 | ▼ 17 199 | ▼ 16 183 | ▼ 14 487 | ▼ 14 122 | ▼ 13 906 | ▼ 12 480 | ▼ 12 230 |